# Cable de superconductor

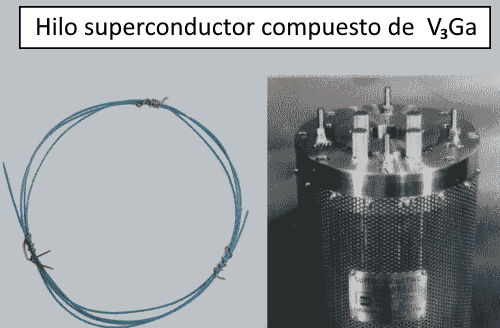
Un ejemplo de cable (aleación V_{3}Ga) usado en un magneto superconductor.

El cable de superconductor es un cable hecho de potentes conductores. Cuando éste es enfriado por debajo de su temperatura de transición, tiene una resistencia eléctrica de cero. Los superconductores convencionales, tales como el niobio-titanio, son usados, pero los superconductores de alta temperatura (high-Tc), como YBOO, están entrando en el mercado. 
Las ventajas de los cables de superconducción sobre el cobre y aluminio incluyen densidades de corriente más altas y disipación de potencia cero. Y sus desventajas, el costo de refrigeración de las temperaturas de los cables superconductores, que frecuentemente requieren de criógenos como el helio líquido o nitrógeno líquido; el peligro del enfriamiento del alambre, es decir, una repentina perdida de superconductividad; las propiedades mecánicas inferiores de algunos superconductores; el costo de algunos materiales, y la construcción del cable.  Su principal aplicación es en magnetos de superconducción, los cuales son usados en equipo médico y científico, donde los campos magnéticos son necesarios.

## Parámetros importantes de los cables SC /cintas/conductores
La construcción y la operación de la temperatura normalmente es escogida para maximizar:
- La temperatura crítica Tc, que debajo de ella, el alambre se convierte en superconductor.
- La densidad de corriente crítica Jc, la súper corriente máxima que un alambre superconductor puede soportar por unidad a través de un área (vea imágenes debajo para ejemplos con 20 kA/cm²).

## Cable SBT ( Superconductor de Baja Temperatura)
Los cables SBT estás hechos de superconductores con una temperatura crítica baja, tales como Nb3Sn(Niobio-Estaño) y NbTi (Niobio-Titanio). Generalmente el superconductor está en forma de filamentos en una matriz de cobre o aluminio, la cual carga con una corriente que en caso de ser necesario enfriaría al superconductor. Los filamentos del superconductor pueden ser un tercio del volumen del total del cable.

## Preparación

### Diseño del cable
El proceso del diseño normal del cable puede ser usado por aleaciones maleables, tales como niobio-titanio. 

### Difusión superficial
El Vanadio-Galio (V3) se puede preparar mediante la difusión superficial, donde el componente de alta temperatura como sólido se baña en el otro elemento en estado líquido o gas. Cuando todos los componentes se mantienen en estado sólido durante la difusión a altas temperaturas, se conoce como Proceso de bronce.

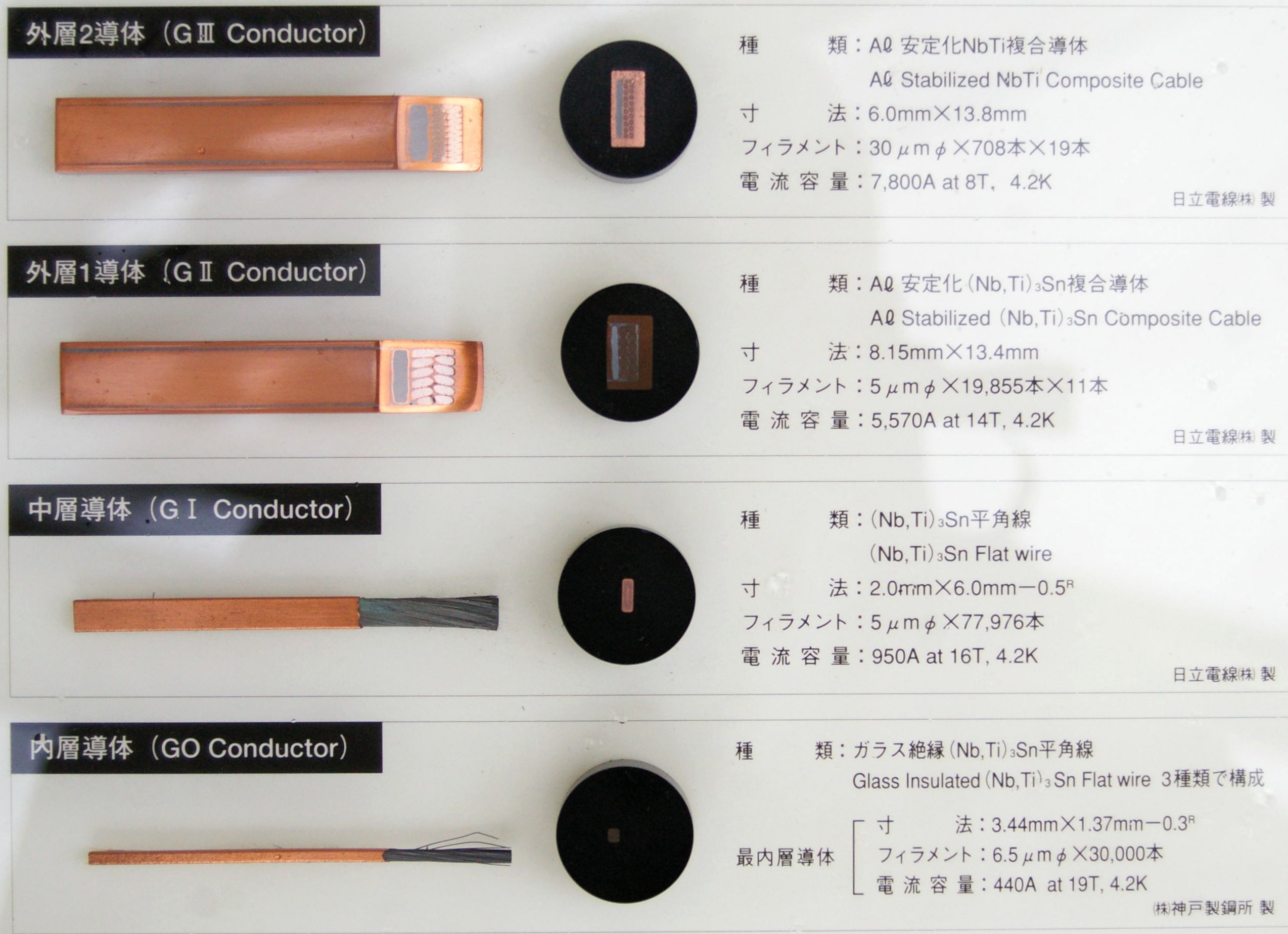
Secciones transversales (Nb,Ti)3Sn de cables superconductores de compuestos diferentes . (440 a 7,800 Amps en 8 a 19 campos Tesla).
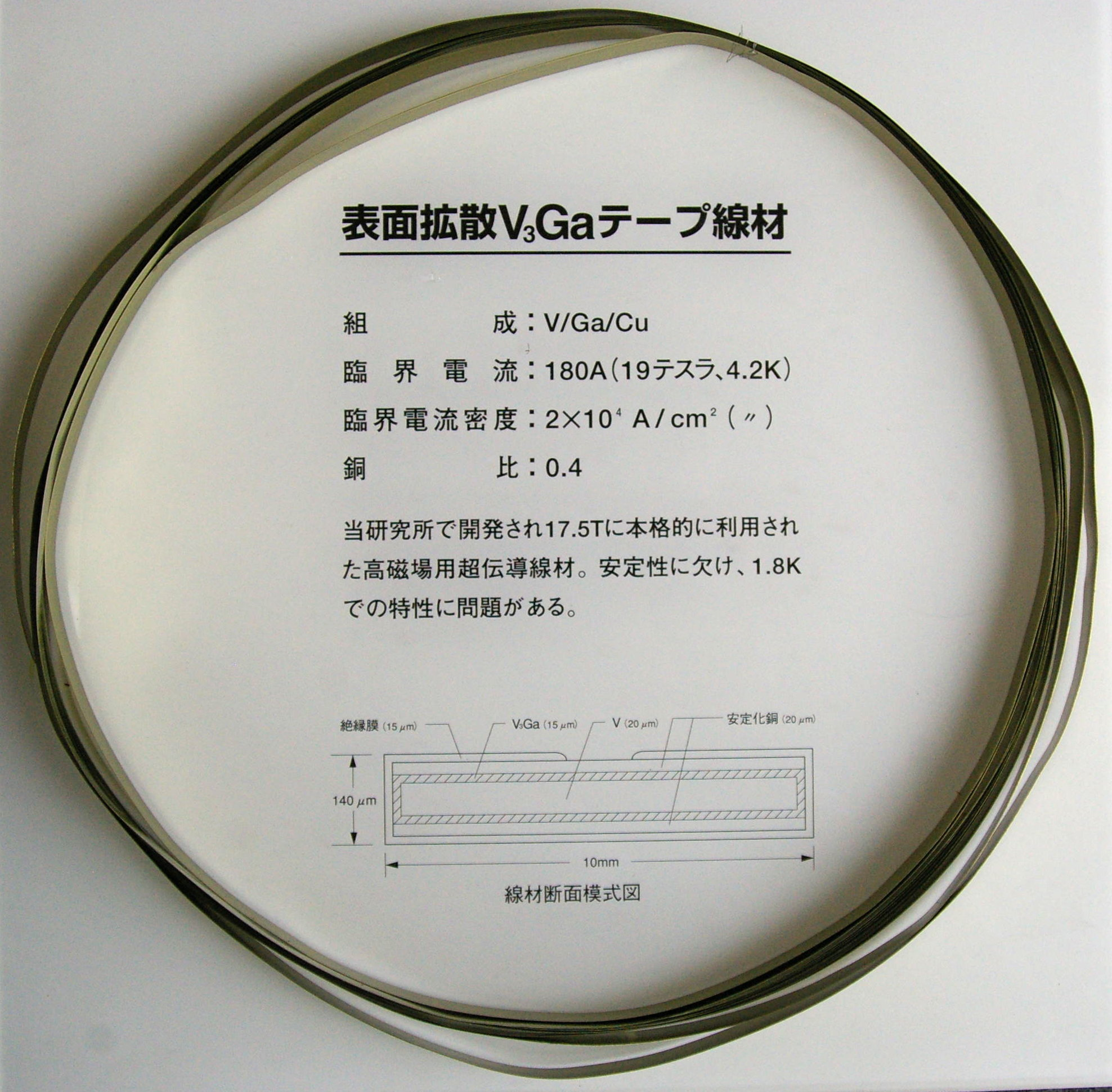
V3Ga cinta superconductora(10×0.14 mm sección transversal). Un núcleo de vanadio esta cubierto por una capa de 15 µm V3Ga, 20 µm de bronce (estabilizando capa) y 15 µm de aislante. Corriente crítica: 180 A (19.2 tesla, 4.2 K). Densidad de la corriente crítica: 20 kA/cm²
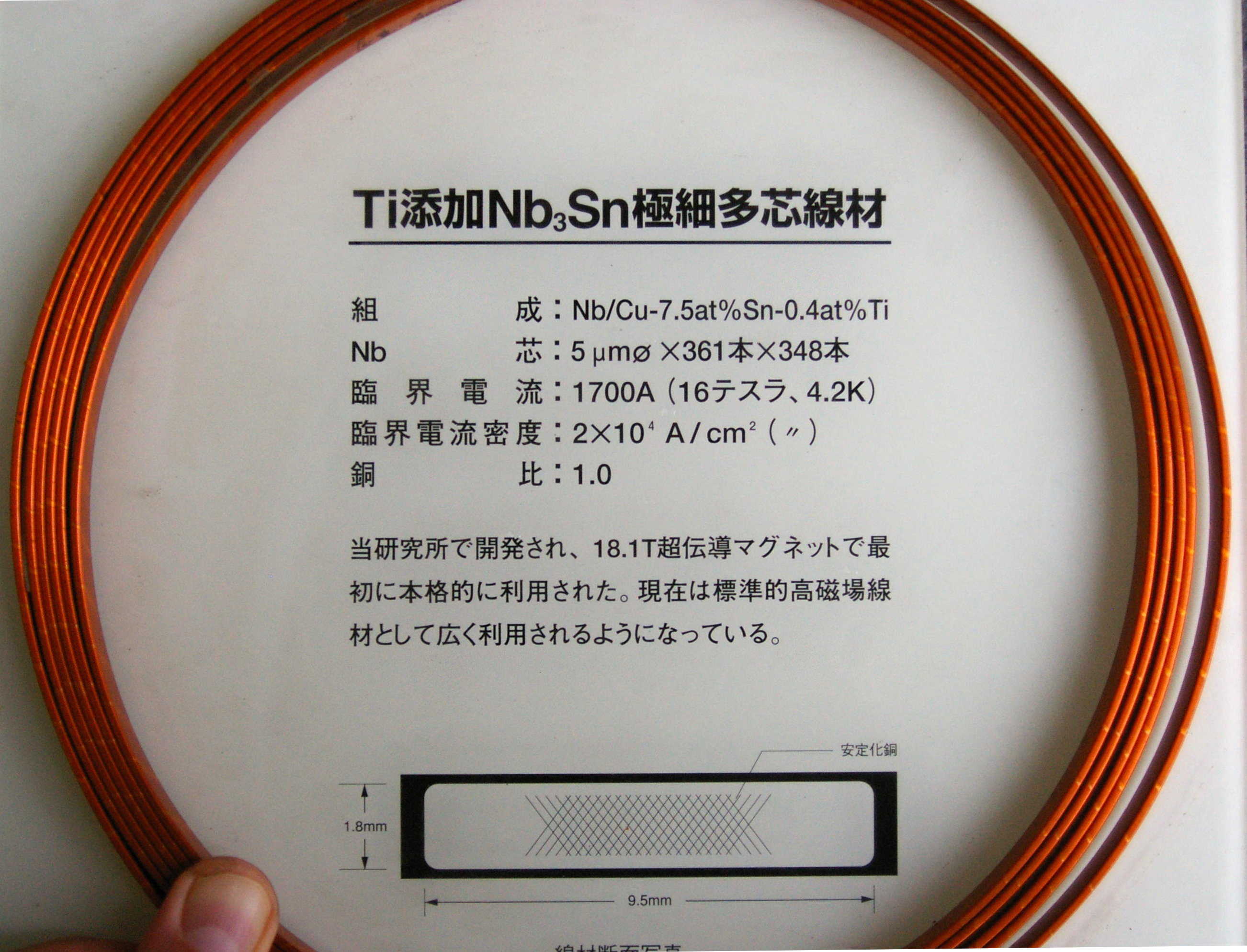
Cinta Nb/Cu-7.5at%Sn-0.4at%Ti  (9.5×1.8 mm sección transversal), originalmente desarrollada para un magneto de 18.1 T. Núcleo Nb 361×348 con filamentos de 5  µm. Corriente crítica de 1700 A (16 tesla, 4.2 K), y densidad de corriente crítica de 20 kA/cm²

## Cable SAT (Superconductor de Alta Temperatura)
Los cables SAT están hechos de superconductores con una temperatura crítica alta (alta temperatura en superconductividad), tales como YBCO y BSCCO.

### Powder-in-tube

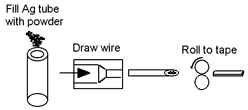
Diagrama simplificado de un proceso PIT

El proceso powder-in-tube (PIT, o polvo de óxido en tubo, OPIT) es usado a menudo para hacer conductores eléctricos de materiales frágiles de los superconductores, tales como niobio-titanio o di boruro de magnesio, y superconductores cerámicos de cuprato tales como el BSCCO. Estos son usados para formar cables de pnictidos de hierro. PIT no es usado para YBCO (Óxido de cobre del bario del itrio), como no tiene capas débiles, es necesario generar la “textura” (suministre) en el proceso PIT. 
El proceso es usado porque los superconductores de altas temperaturas son demasiado débiles para el proceso normal de elaboración de cables. Los tubos son de metal, y a menudo de plata. Normalmente estos tubos son calentados para hacer reaccionar la mezcla de polvos. Una vez que reacciona, los tubos son aplanados para formar un conductor parecido a una cinta. El cable resultante no es tan flexible como un cable de metal convencional, pero lo suficiente para muchas aplicaciones.
Hay variantes en el proceso “in situ” y “ex situ,” también un método de “doble núcleo” que involucra a ambos.

### Superconductor recubierto de cinta o cable
Pocos años después del descubrimiento de la superconductividad a altas temperaturas de materiales como el YBCO, se demostró que las películas YBCO cultivadas en enrejados compatibles con mono cristales tales como: óxido de magnesio MgO, titanato de estroncio ( SrTiO3 ) y el zafiro, tenían una alta densidad de súper corriente crítica (1-4 MA/cm2.). Sin embargo, para producir una cinta larga, es necesario un material adaptable, enrejado y flexible. Las películas YBCO son depositadas directamente en materiales de sustrato de metal con propiedades pobres de superconducción. Se demostró que el eje "c" orientado a circonio estabilizado con itrio (YZC), como capa intermedia en un metal de sustrato, puede producir películas YBCO de mayor calidad, que tendría de 1 a 2 veces menos densidad de corriente crítica de la producida por sustrato de mono cristales.
Las mejoras vinieron con la invención de la deposición de irradiación asistida de un ion (IBAD), técnica producida para películas delgadas en las cintas de metal de circonio estabilizado con itrio (YZC) biaxialmente alineado.

La película biaxial YSZ actúa como una capa reguladora de enrejado adaptada para el crecimiento epitaxial de las películas YBCO. Estas películas YBCO llegaron a una densidad de corriente crítica de más de 1MA/cm². Otras capas reguladoras, tales como el óxido de cerio CeO2 y el óxido de magnesio MgO, se produjeron usando la técnica IBAD para las películas de superconducción.

Los sustratos suaves, con una aspereza en orden de un 1 nm, son esenciales para las películas de superconductores de alta calidad. Inicialmente los sustratos de Hastelloy fueron electro pulidos para crear un superficie suave. Hastelloy es una aleación basada en nickel, capaz de resistir temperaturas de hasta 800 grados centígrados sin derretirse u oxidarse fuertemente. En la actualidad, una técnica de revestimiento conocida como "giro sobre el vidrio" o "solución de depósito de aplanado", se utiliza para suavizar la superficie del sustrato.

Actualmente la cinta superconductora YBCO, es capaz de cargar más de 500 A/cm a 77K y 1000 A/cm a 30K debajo de un alto campo magnético.

### Deposición de vapor químico
CVD es usado para el revestimiento de cintas YBCO.

### Deposición de vapor híbrido físico-químico
HPCVD puede ser usado para películas delgadas de diboruro de magnesio. Aumentar el MgB2 se puede hacer por PIT o Infiltración Reactiva de Mg líquido.